# 第比利斯埃米爾國
第比利斯埃米尔國是阿拉伯人在倭馬亞王朝後期侵占格魯吉亞土地期間成立。
他們以第比利斯為中心，统治今天格魯吉亞東部，是阿拉伯人統治高加索的重要中心，統治時期由736年至1080年，但埃米爾國生存至大衛四世到1122年合併回格魯吉亞王國為止。
在阿拉伯統治時期，第比利斯（al-Tefelis）發展成為伊斯蘭世界與北歐之間的貿易中心。除此之外，它還是面向拜占庭帝國和可薩汗國領土的前哨和緩衝省。隨著時間的推移，大部分第比利斯人成為穆斯林，但伊斯蘭教的影響嚴格限於城市本身，而周圍的環境基本上仍然是基督教徒。